# Évariste Ndayishimiye
Pour les articles homonymes, voir Ndayishimiye.
Évariste Ndayishimiye (né le 17 juin 1968 à Giheta dans la province de Gitega, au Burundi), est un militaire et homme d'État burundais, président de la République depuis le 18 juin 2020.
Entre 2016 et 2020, il est secrétaire général du Conseil national pour la défense de la démocratie-Forces de défense de la démocratie (CNDD-FDD), le parti au pouvoir. Candidat à l'élection présidentielle de 2020, il est élu dès le premier tour.

## Origines
De confession catholique, Évariste Ndayishimiye est né dans la commune de Giheta dans la province de Gitega, au centre du Burundi le 17 juin 1968,. En 1995, Ndayishimiye est l'un des rares étudiants hutus à l'université du Burundi. Il échappe de peu au nettoyage ethnique contre les étudiants hutus menées par des étudiants tutsis,.

## Guerre civile
Il s'enfuit et fait partie des premiers à rejoindre l'opposition armée des Forces de défense de la démocratie (FDD), créée après l'assassinat du président hutu Melchior Ndadaye ; une partie de sa famille est cependant exécutée,. Pendant une décennie, dans les maquis des FDD dans la forêt de la Kibira (au Burundi) et dans l'est de la république démocratique du Congo (dans la presqu'île d’Ubwari), Évariste Ndayishimiye est commandant dans différentes régions et gravit tous les échelons militaires. À la fin de la guerre, il est président du bureau chargé de la conception et de la planification de la politique de la lutte.

## Carrière militaire
L'accord d'Arusha, signé en 2000, met progressivement fin à la guerre civile burundaise : les FDD acceptent de le signer fin 2002 et renoncent au combat armé. En 2005, Évariste Ndayishimiye est nommé chef d'État major adjoint des nouvelles Forces de défense nationale (FDN) avec rang de général,.

## Ascension politique

### Ministre de l'Intérieur
Entre 2006 et 2007, il est ministre de l’Intérieur et de la Sécurité publique.

### Au sein du cabinet présidentiel
Ndayishimiye devient ensuite chef de cabinet militaire à la présidence, poste qu'il occupe jusqu’en 2014 pour prendre, l'année suivante, la tête du cabinet civil du président Pierre Nkurunziza.

### À la tête du parti au pouvoir
En août 2016, il est élu secrétaire général du CNDD-FDD où il remplace Pascal Nyabenda. Contrairement à ce dernier qui s'en prenait à la communauté internationale et à l'Occident, Ndayishimiye se montre plus conciliant. Depuis 2005, Ndayishimiye est l'un des hommes politiques les plus influents au Burundi.

## Président de la République

### Élection présidentielle de 2020

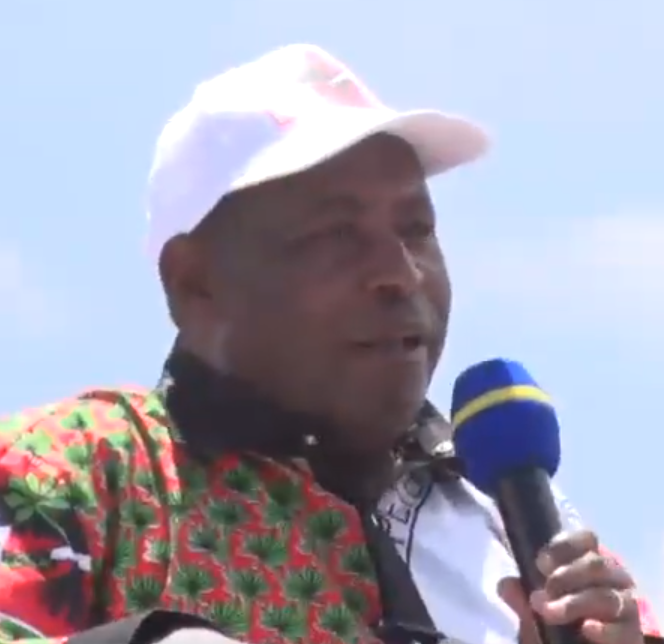
Évariste Ndayishimiye en 2020.

Lors d'un congrès organisé le 26 janvier 2020 à Gitega, dans le centre du pays, les délégués du CNDD-FDD choisissent Évariste Ndayishimiye pour candidat à l’élection présidentielle du 20 mai 2020. Son discours d'investiture reflète alors la tournure chrétienne évangélique prise par le parti depuis la crise de 2015. Ndayishimiye assure ainsi avoir reçu des « signes » de « Dieu le Tout-Puissant » pour ce « destin hors du commun », tel le passage d'un pigeon s'étant posé sur la tête de son épouse,,. Il est ainsi préféré par les généraux à Pascal Nyabenda, qui avait les faveurs de Nkurunziza. Du fait de la répression exercée à l'encontre de l'opposition, Ndayishimiye apparait comme le grand favori du scrutin. Il est cependant considéré comme plus modéré que le président sortant.
Ndayishimiye remporte l'élection avec 68,72 % des voix, selon les chiffres préliminaires officiels annoncés par la Commission électorale nationale indépendante (Céni). Il devance ainsi très largement le principal candidat de l'opposition, Agathon Rwasa, président du Conseil national pour la liberté (CNL), qui réunit 24,19 % des voix. La passation de pouvoir entre Pierre Nkurunziza et Évariste Ndayishimiye, la première entre deux présidents élus depuis l'indépendance du Burundi en 1962 est alors prévue pour le 20 août.

### Transition
La transition est cependant modifiée lorsque le président sortant meurt subitement, probablement de la Covid-19 le 8 juin, à l'âge de 55 ans. Nkurunziza était hospitalisé depuis plusieurs jours à la suite d'un malaise. Le 30 mai 2020, son épouse est évacuée vers le Kenya pour des raisons médicales. La première dame a été infectée par le Covid-19, alors que la présidence évoque un « ulcère »,.
Le 9 juin 2020, le gouvernement annonce la mort de Pierre Nkurunziza, survenue la veille à l’hôpital du Cinquantenaire Natwe Turashoboye de Karuzi à la suite d'un « arrêt cardiaque » peu de temps avant la passation de pouvoir prévue pour le mois d'août. Le communiqué indique que cet arrêt cardiaque est consécutif à un malaise survenu le 6 juin. Pourtant, la veille, des sources gouvernementales avaient démenti les rumeurs sur son état de santé, alors que des sources le disaient lui-même atteint du coronavirus, alors que des sources le disaient dans un état grave. Un deuil national de sept jours est décrété à partir du 9 juin. Ceci amène de nombreux observateurs à avancer l'hypothèse d'une contagion responsable de son décès, que le gouvernement chercherait à cacher en raison de sa négation de la pandémie au cours des mois précédents,.
Gouvernement et opposition sont en désaccord quant à la succession et à la suite des événements. Alors que le gouvernement planche sur une investiture anticipée de Ndayishimiye, l'opposition exige, en s'appuyant sur la Constitution du Burundi, à ce que le président de l'Assemblée nationale, Pascal Nyabenda, assure l'intérim et convoque un nouveau scrutin,. Le 11 juin, du fait que le pays se trouve dans une situation de transition constitutionnelle, le gouvernement et les deux vice-présidents saisissent la Cour constitutionnelle pour constater la vacance présidentielle et indiquer la marche à suivre. Dans les faits, un comité de crise, composé de généraux et de membres du parti au pouvoir, se réunit pour trancher la succession, entre une investiture rapide du président élu, un intérim jusqu'en août ou encore un intérim écourté. Le Soir affirme que Ndayishimiye et Nyabenda ont également été contaminés par le coronavirus.
Le 12 juin, la Cour constitutionnelle du Burundi estime qu'une période d'intérim n'est pas nécessaire, et ordonne d'investir « le plus rapidement possible » Évariste Ndayishimiye. La décision est largement attribuée au comité de crise. La vacance du pouvoir s'étend ainsi du 8 au 18 juin. La Cour constitutionnelle décide de ne pas recourir à une présidence par intérim du président de l'Assemblée, Pascal Nyabenda, comme pouvait le prévoir la Constitution, arguant de l'existence d'un président élu. La juridiction décide cependant d'avancer du 20 août au 18 juin la prise de fonction d'Évariste Ndayishimiye,.
Le 16 juin, Ndayishimiye fait sa première apparition depuis le décès de son prédécesseur. Lui rendant hommage en le comparant à Jésus-Christ et à Moïse, il évoque une « épreuve » due à la « volonté de Dieu ».

### Présidence
Il est investi le 18 juin 2020 dans le stade Ingoma de Gitega. Il promet d'œuvrer à la « continuité » avec le mandat de son prédécesseur. Du fait de la pandémie de Covid-19, la cérémonie a lieu sans la présence de dirigeants étrangers.
Le futur gouvernement — comportant un Premier ministre et un vice-président — ne doit initialement être formé qu'à partir du 20 août, date de l'entrée en fonction de la nouvelle législature, alors que le Sénat reste à pourvoir le 20 juillet. Le 23 juin, le Parlement sortant approuve Prosper Bazombanza et Alain-Guillaume Bunyoni respectivement comme vice-président et Premier ministre. Le gouvernement est formé le 28 juin. Parmi les premières mesures du nouveau président pour lutter contre le coronavirus, figurent la baisse de moitié du prix du savon — subventionnée par le gouvernement —, ainsi que celle de l'eau, et le test systématique des groupes d'individus lorsqu'un foyer de contagion se déclare.
Le 4 septembre 2022, Ndayishimiye s'en prend dans un discours à son Premier ministre Alain-Guillaume Bunyoni, sans toutefois le nommer. Il sous-entend que Bunyoni compte le renverser par un coup d'État et qu'il l'empêche de mener son action. Le 7 septembre, le gouvernement Bunyoni est démis de ses fonctions et le nouveau Premier ministre, Gervais Ndirakobuca, est approuvé à l'unanimité et à main levée par l'Assemblée nationale et le Sénat.
À la tête d'un pays où les droits LGBT sont inexistants —  l'homosexualité étant notamment passible depuis 2009 d'une peine de prison ferme — Évariste Ndayishimiye tient à plusieurs reprises des propos homophobes. En mars 2023, vingt-quatre personnes sont accusées de « pratiques homosexuelles ou incitation aux pratiques homosexuelles », dont cinq condamnées à deux ans de prison ferme et deux autres à un an. Ndayishimiye appelle à cette occasion à « bannir » les homosexuels et à les « traiter en parias ». Interrogé le 29 décembre 2023 sur la question du mariage homosexuel lors d'une conférence publique, il qualifie ces mariages de « pratique abominable », avant de se livrer à une virulente diatribe dans laquelle il accuse les homosexuels d'attirer la « malédiction divine », affirme qu'il faudrait « les mettre dans un stade et les lapider avec des pierres » et accuse les pays occidentaux de « forcer les petits pays pour qu’ils adoptent cette pratique » en usant d'un chantage aux aides internationales. Ndayishimiye accuse également les Burundais qui s'exilent du pays de le faire « pour adopter ces pratiques », et d'avoir ainsi « choisi le diable ». En août 2024, dans un rapport d'Amnesty International, Amnesty International dénonce dénonce les actes « d’intimidation, de harcèlement, d’arrestations et de détentions arbitraires » visant les activistes, les journalistes et autres. par le gouvernement d'Évariste Ndayishimiye.